# Лясовиці-Малі (Поморське воєводство)
Лясовиці-Малі (пол. Lasowice Małe, нім. Klein Lesewitz) — село в Польщі, у гміні Мальборк Мальборського повіту Поморського воєводства.
Населення — 57 осіб (2011).
У 1975-1998 роках село належало до Ельблонзького воєводства.

## Демографія
Демографічна структура станом на 31 березня 2011 року:
|          | Загалом | Допрацездатний вік | Працездатний вік | Постпрацездатний вік |
| -------- | ------- | ------------------ | ---------------- | -------------------- |
| Чоловіки | 29      | 3                  | 26               | 0                    |
| Жінки    | 28      | 3                  | 21               | 4                    |
| Разом    | 57      | 6                  | 47               | 4                    |